# 中田秀夫
中田 秀夫（なかた ひでお、1961年7月19日 - ）は、日本の映画監督。

## 略歴
- 岡山県浅口郡金光町（現在の浅口市金光町）出身[1]。金光学園高等学校卒業[2]。1980年、東京大学理科一類に入学し工学部物理工学科に進学が内定していたが、進路を変更し、教養学部アジア学科卒業。在学中に蓮實重彦の映画ゼミに参加し、大きな影響を受ける。大学時代の行きつけの飲み屋で、ヘラルド・エースの社長・原正人の知り合いから篠田正浩組の助監督を紹介してもらい、篠田監督の中編『ALLUSION 転生譚』や企業PR映画の助監督に就く[1]。
- 1985年に、にっかつ撮影所に入社[1]。直後に東大の先輩・那須博之が東映で『ビー・バップ・ハイスクール』を撮ることになり[1]、スタジオ撮影はにっかつ撮影所を使った関係で、4人の助監督のうち、2人をにっかつから出すことになり[1]、『ビー・バップ・ハイスクール』1作目から3作目や『ラブ・ストーリーを君に』などのセントラルアーツ作品の助監督に就き、にっかつロマンポルノの他、東映でも助監督修行した[1]。1992年に『本当にあった怖い話』で監督デビュー。
- 同年、文化庁芸術家在外研修員として渡英。翌年に一旦帰国するが、渡英中に製作を開始したジョゼフ・ロージーのドキュメンタリー『ジョセフ・ロージー 四つの名を持つ男』のため英国と日本とを行き来し、同作が公開されたのは1998年だった[1]。
- 帰国後に黒澤満セントラルアーツ代表から「Vシネマなら監督やれるぞ」と言われ、1995年『女教師日記・禁じられた性』を監督[1]。同年『女優霊』を監督し、1998年に発表した『リング』が大ヒット。現在では黒沢清や清水崇らと並ぶ、Jホラー（ジャパニーズホラー）で代表される人物の一人と目されている。
- 2003年、『ラストシーン』で芸術選奨新人賞受賞。
- 『リング』は、アメリカでリメイクされた。この作品は他の監督（ゴア・ヴァービンスキー）の手なるものだったが、続編である『ザ・リング2』では自身が監督を務め、念願のハリウッド・デビューを果たしている。このハリウッド滞在時に味わった違和感を、のちにドキュメンタリー映画『ハリウッド監督学入門』にまとめた。
- また、『仄暗い水の底から』もアメリカで『ダーク・ウォーター』としてリメイクされている。
- 2010年、英国で監督した『Chatroom/チャットルーム』がカンヌ映画祭「ある視点」部門で上映された。
- 2016年の日活ロマンポルノ45周年を記念した企画「ロマンポルノ・リブート・プロジェクト｣に参加する。28年ぶりにロマンポルノに携わり、『ホワイトリリー』は彼にとってロマンポルノ初監督作品となる。

## 人物
- デビュー作が『本当にあった怖い話』シリーズの一作であったり、出世作も『女優霊』というホラー作品であり、何よりも『リング』の監督であることからホラー（専門）監督と見なされることが多いが、本人に取り立ててホラー映画指向はなく「本当に撮りたいものはホラーではない」と公言している。実際はメロドラマ志向の人であり、手塚治虫原作『ガラスの脳』はそれが結実した念願の企画でもある。
- 映画ファンだったころからロマンポルノの巨匠小沼勝監督の作品を愛好し、日活の助監督時代にも小沼に師事した。もっとも小沼監督の現場は凄惨で、「（小沼に）殺意を抱いた」と冗談まじりに回顧している。2000年に小沼作品のドキュメンタリー映画『サディスティック&マゾヒスティック』を撮った。
- 撮影中は、常に頭にタオルを巻いていることが多い[3]。

## 監督作品

### 映画
- 女教師日記・禁じられた性（1995年、東映ビデオ） - 監督・脚本 オリジナル・ビデオ作品
- 女優霊（1996年、ビターズ・エンド）- 監督・原案
- (裏)盗撮ナンパ道（1996年、にっかつ） - オリジナル・ビデオ作品
- 暗殺の街・極道捜査線（1997年、大映）
- ジョセフ・ロージー 四つの名を持つ男（1998年、ピターズ・エンド） - 16mm作品
- リングシリーズ
  - リング（1998年、東宝）
  - リング2（1999年、東宝）
  - ザ・リング2（2005年、アスミック・エース） - ハリウッド映画版
  - 貞子（2019年、KADOKAWA）
- ガラスの脳（2000年、日活）
- サディスティック&マゾヒスティック（2000年、日活）
- カオス（2000年、タキコーポレーション / サンセントシネマワークス）
- 仄暗い水の底から（2002年、東宝）
- ラストシーン（2002年、オズ/オムロ）
- 怪談（2007年、松竹）
- L change the WorLd（2008年、ワーナー・ブラザース映画）
- ハリウッド監督学入門（2009年、ビターズ・エンド）
- インシテミル 7日間のデス・ゲーム（2010年、ワーナー・ブラザース映画）
- Chatroom/チャットルーム（2010年、パテ/リボルバー・エンタテインメント/アルシネテラン）- 英国映画
- 3.11後を生きる（2012年、エネサイ）
- クロユリ団地（2013年、松竹） - 日活創立100周年記念作品
- MONSTERZ モンスターズ（2014年、ワーナー・ブラザース映画）[4]
- Words with Gods『四苦八苦』（2014年）
- 劇場霊（2015年、松竹）[5]
- 鎌倉にて（2016年、香港国際映画祭用短編）
- ホワイトリリー（2016年、日活）
- 終わった人（2018年、東映）
- スマホを落としただけなのにシリーズ
  - スマホを落としただけなのに（2018年、東宝）
  - スマホを落としただけなのに 囚われの殺人鬼（2020年、東宝）
  - スマホを落としただけなのに ～最終章～ ファイナル ハッキング ゲーム（2024年、東宝）
- 殺人鬼を飼う女（2018年、KADOKAWA)
- 事故物件シリーズ
  - 事故物件 恐い間取り（2020年、松竹）
  - 事故物件ゾク 恐い間取り（2025年、松竹）
- 嘘喰い（2022年、ワーナー・ブラザース映画）
- “それ”がいる森（2022年、松竹）[6]
- 禁じられた遊び（2023年、東映）[7]
- ふしぎ駄菓子屋 銭天堂（2024年、東宝）

### テレビドラマ
- 本当にあった怖い話（1992年、テレビ朝日）
  - 「幽霊の棲む旅館」
  - 「呪いの人形」
  - 「死霊の滝」
- 学校の怪談f（1997年、関西テレビ） 
  - 「霊ビデオ」
  - 「保健室」
- 愛と不思議と恐怖の物語（2002年、関西テレビ）
  - 「進路指導室」
- 濹東綺譚（2002年、NHK BS2）
- 怪奇大作戦 セカンドファイル（2007年、NHK）
  - 「人喰い樹」
- クロユリ団地〜序章〜（2013年、TBS）※総合監修兼任
- 死神くん（2014年、テレビ朝日）
- 劇場霊からの招待状（2015年、TBS）
- 世にも奇妙な物語（2015年、フジテレビ）
  - 「事故物件」
- ママゴト（2016年、NHK BSプレミアム）
- 屋根裏の恋人（2017年、東海テレビ）
- リモートで殺される（2020年、日本テレビ）
- 恐怖新聞（2020年、東海テレビ）
- 連続ドラマW 正体（2022年、WOWOW）
- 秘密を持った少年たち（2023年、日本テレビ）

### 配信ドラマ
- THE DAYS（2023年、Netflix）

### 助監督作品
- 箱の中の女（1985年、にっかつ）
- ビー・バップ・ハイスクール（1985年、東映）[1]
- ビー・バップ・ハイスクール 高校与太郎哀歌（1986年、東映）[1]
- ビー・バップ・ハイスクール 高校与太郎行進曲 （1987年、東映）[1]
- 新宿純愛物語（1987年、東映）[1]
- 箱の中の女2（1988年、にっかつ）[1]
- ラブ・ストーリーを君に（1988年、東映）[1]

## 出演

### 映画
- 東京日和（1997年、東宝）
- 血を吸う宇宙（2001年、オメガ・ピクチャーズ）

### テレビ
- 極上美の饗宴「ムンク 自然を貫く“叫び”の謎」（2011年7月25日、NHK BSプレミアム）[8]
- 心ゆさぶれ!先輩ROCK YOU（2013年5月4日、日本テレビ）[9]
- スカパー!映画部ホメシネX（2013年5月15日、スカパー!）[10]
- アウト×デラックス（2014年6月5日、フジテレビ）[11]
- SWITCHインタビュー 達人達 前田敦子×中田秀夫（2014年6月14日、NHK総合）[12]